# SN 2007pu
SN 2007pu – supernowa typu Ia odkryta 29 października 2007 roku w galaktyce A224558-0038. W momencie odkrycia miała maksymalną jasność 21,60m.